# Arni AG
| AG ist das Kürzel für den Kanton Aargau in der Schweiz. Es wird verwendet, um Verwechslungen mit anderen Einträgen des Namens Arni zu vermeiden. |

Arni (in einheimischer Mundart: [ˈɑːɾni]) ist eine Einwohnergemeinde im Schweizer Kanton Aargau. Sie gehört zum Bezirk Bremgarten, liegt an der Grenze zum Kanton Zürich und entstand erst 1983 durch die Trennung der ehemaligen Gemeinde Arni-Islisberg.

## Geographie
Das Dorf liegt etwas mehr als drei Kilometer östlich der Reuss, inmitten der muldenförmigen Hochebene des Holzbirrlibergs. Gegen Norden steigt das Gelände sanft zum Seegaden (610 m ü. M.) an, gegen Süden zum Himmelsbüel (628 m ü. M.) und zum Rainhau (594 m ü. M.). Nur im Osten, in Richtung der Anhöhe von Islisberg, wird das Gelände steiler. Die Ebene wird über den Arnerbach entwässert, der bei Unterlunkhofen in die Reuss fliesst.
Die Fläche des Gemeindegebiets beträgt 337 Hektaren, davon sind 102 Hektaren mit Wald bedeckt und 59 Hektaren überbaut. Der höchste Punkt befindet sich auf 643 m ü. M. an der östlichen Gemeindegrenze, der tiefste auf 517 m ü. M. am Arnerbach. Nachbargemeinden sind Aesch im Norden, Islisberg im Osten, Hedingen im Südosten, Jonen im Südwesten, Oberlunkhofen und Unterlunkhofen im Westen sowie Oberwil-Lieli im Nordwesten.

## Geschichte
Die ältesten Besiedlungsspuren auf dem Gemeindegebiet von Arni stammen aus der Zeit von 800 bis 500 v. Chr. Das Dorf war Teil des Kelnhofes Lunkhofen, der im Jahr 694 dem Kloster St. Leodegar in Luzern geschenkt worden war und neben Arni auch Islisberg, Jonen, Oberlunkhofen und Unterlunkhofen umfasste. Der Ort wird erstmals zwischen 1184 und 1190 in einer Urkunde des Klosters Engelberg als Ârne erwähnt. Der Name stammt von einer althochdeutschen Zusammensetzung *ahornahi und bedeutet ‚Ahorngehölz‘.
Im Mittelalter existierte eine kleine Burg eines kyburgisch-habsburgischen Ministerialengeschlechts, wovon allerdings nichts erhalten geblieben ist. 1291 kaufte Rudolf I. den Kelnhof, auch die Stadt Luzern und 15 weitere Dörfer gelangten für 2000 Mark Silber in den Besitz der Habsburger. Diese Transaktion war eine der Ursachen, dass die drei Urkantone die Alte Eidgenossenschaft gründeten. Nachdem der Kelnhof verwaltungstechnisch zuerst zum Freiamt Affoltern gehört hatte, bildete er zwanzig Jahre später ein eigenes Amt, das so genannte Kelleramt. Im Jahr 1415 wurde Arni durch die Stadt Zürich erobert. Während die Zürcher die hohe Gerichtsbarkeit übernahmen, war die niedere Gerichtsbarkeit bereits seit 1410 im Besitz der Stadt Bremgarten.

Luftansicht (1963)

1529 trat die Bevölkerung Arnis zur reformierten Konfession über, musste aber 1531 nach dem Zweiten Kappelerkrieg wieder zum Katholizismus zurückkehren. 1797, ein Jahr vor dem Zusammenbruch der alten Herrschaftsverhältnisse, verkaufte Bremgarten seine Rechte an die Dorfgemeinschaften. Nach der Eroberung der Schweiz durch die Franzosen und der Ausrufung der Helvetischen Republik im März 1798 wurde das Kelleramt aufgelöst, und es entstanden die Gemeinden Ober- und Unterlunkhofen, Jonen, Arni und Islisberg. Diese gehörten zunächst zum kurzlebigen Kanton Baden und gelangten 1803 zum Kanton Aargau; die Bewohner hatten zunächst allerdings einen Anschluss an Zug oder Zürich bevorzugt. Mit dem Beitritt zum neuen Kanton wurden Arni und Islisberg zur Gemeinde Arni-Islisberg zusammengeschlossen.
In der zweiten Hälfte des 20. Jahrhunderts entwickelte sich Arni-Islisberg zu einer schnell wachsenden Agglomerationsgemeinde, wobei das Wachstum auf Arni beschränkt blieb. Die Bewohner des Ortsteils Islisberg fühlten sich immer mehr an den Rand gedrängt, obwohl sie selbständig über Steuerbelange, das Schulwesen und das Bauwesen entscheiden konnten. 1974 forderten sie in einer Konsultativabstimmung die Bildung einer eigenständigen Gemeinde. Der Grosse Rat des Kantons Aargau lehnte dies 1978 zunächst ab, da es noch keine gesetzlichen Grundlagen dafür gab. 1981 wurde dann die Trennung beschlossen, die ein Jahr später vom Grossen Rat oppositionslos bestätigt und am 1. Januar 1983 vollzogen wurde. Der Siedlungsdruck der Agglomeration Zürich führte zu einem markanten Bauboom und zur Verdoppelung der Einwohnerzahl innerhalb von zwanzig Jahren.

## Sehenswürdigkeiten

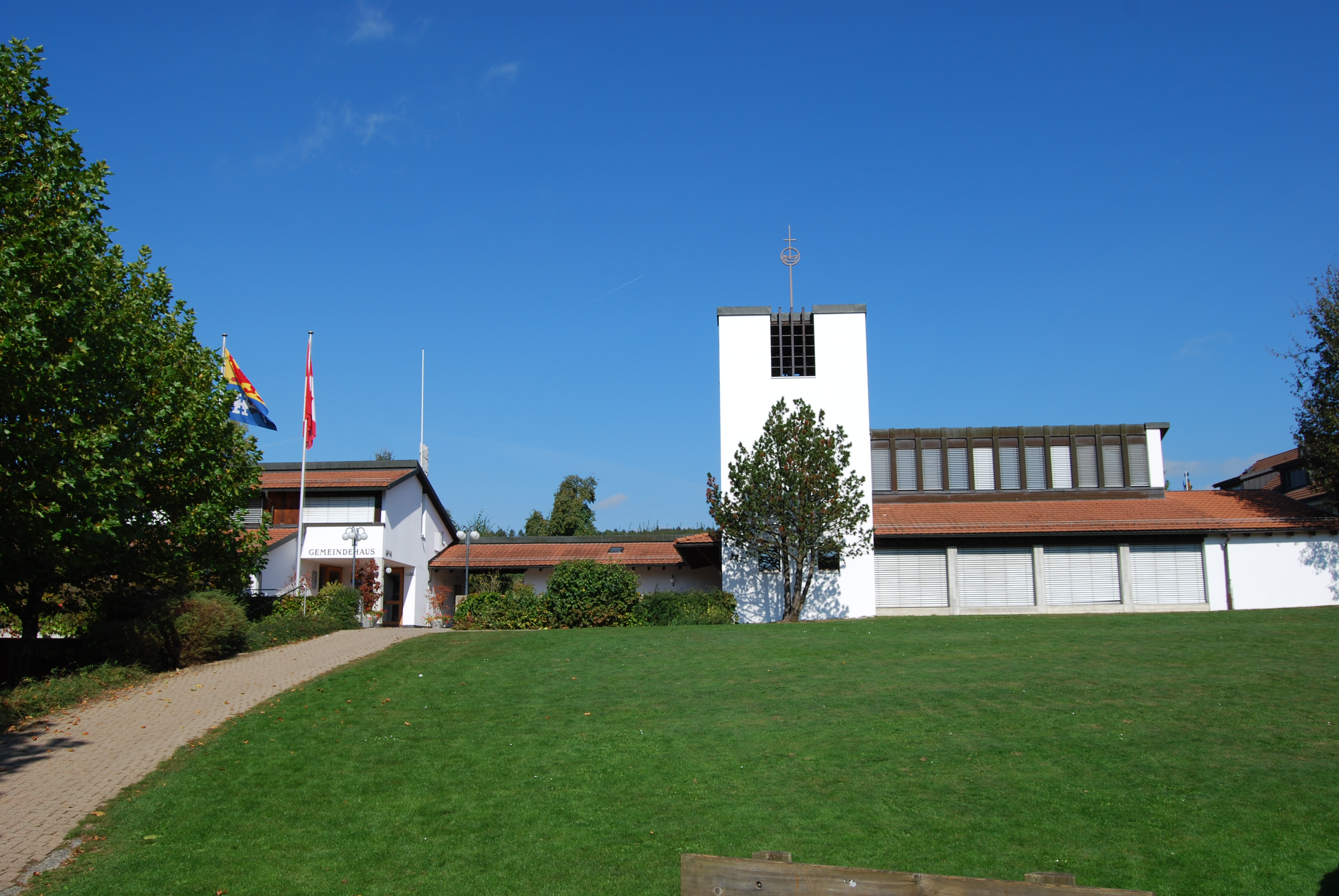
Gemeindezentrum und Kirche Arni

## Wappen
Die Blasonierung des Gemeindewappens lautet: «Geteilt von Gelb mit schreitendem rotem Löwen und von Blau mit weissem Doppelschlüssel.» Bis 1950 besass die damalige Gemeinde Arni-Islisberg kein eigenes Wappen. Als es dann eingeführt wurde, besann man sich auf historische Vorgaben: Der rote Löwe steht für die Stadt Bremgarten, die einst die niedere Gerichtsbarkeit ausgeübt hatte, der Schlüssel für das Kelleramt.

## Bevölkerung
Die Einwohnerzahlen entwickelten sich wie folgt (bis 1970 inkl. Islisberg):
| Jahr      | 1850 | 1900 | 1930 | 1950 | 1960 | 1970 | 1980 | 1990 | 2000 | 2010 | 2020 |
| Einwohner | 432  | 434  | 430  | 397  | 401  | 650  | 817  | 966  | 1302 | 1741 | 1888 |

Am 31. Dezember 2023 lebten 1898 Menschen in Arni, der Ausländeranteil betrug 14 %. Bei der Volkszählung 2015 bezeichneten sich 31,9 % als römisch-katholisch und 28,0 % als reformiert; 40,1 % waren konfessionslos oder gehörten anderen Glaubensrichtungen an. 94,8 % gaben bei der Volkszählung 2000 Deutsch als ihre Hauptsprache an, 1,3 % Französisch, 0,9 % Italienisch sowie je 0,6 % Albanisch und Englisch.

## Politik und Recht
Die Versammlung der Stimmberechtigten, die Gemeindeversammlung, übt die Legislativgewalt aus. Ausführende Behörde ist der fünfköpfige Gemeinderat. Er wird im Majorzverfahren vom Volk gewählt, seine Amtsdauer beträgt vier Jahre. Der Gemeinderat führt und repräsentiert die Gemeinde. Dazu vollzieht er die Beschlüsse der Gemeindeversammlung und die Aufgaben, die ihm vom Kanton zugeteilt wurden. Für Rechtsstreitigkeiten ist in erster Instanz das Bezirksgericht Bremgarten zuständig. Arni gehört zum Friedensrichterkreis VII (Bremgarten).

## Wirtschaft
In Arni gibt es gemäss der im Jahr 2015 erhobenen Statistik der Unternehmensstruktur (STATENT) rund 280 Arbeitsplätze, davon 6 % in der Landwirtschaft, 25 % in der Industrie und 69 % im Dienstleistungssektor. Der überwiegende Teil der erwerbstätigen Bevölkerung arbeitet in der Agglomeration Zürich. Dank seiner ausgezeichneten Lage ist Arni als Wohnort für Pendler beliebt. Dazu trägt auch der attraktive Steuerfuss bei, der zu den niedrigsten im Kanton gehört.

## Verkehr
Durch Arni führt die Kantonsstrasse 406 von Oberlunkhofen nach Birmensdorf, wo es eine Anschlussstelle zu der im Jahr 2008 eröffneten Autobahn A4 (Westumfahrung von Zürich) gibt. Im Dorfzentrum zweigt ausserdem die Kantonsstrasse 407 nach Hedingen ab. Das Dorf ist mit vier Postautolinien an das Netz des öffentlichen Verkehrs angebunden. Diese führen vom Bahnhof Zürich-Wiedikon nach Affoltern am Albis bzw. nach Muri, von Bremgarten nach Jonen sowie von Arni über Islisberg zum Bahnhof Bonstetten-Wettswil. An Wochenenden verkehrt ein Nachtbus von Birmensdorf über Arni und Jonen nach Obfelden.

## Bildung
Die Gemeinde verfügt über einen Kindergarten und ein Schulhaus, in dem die Primarschule unterrichtet wird. Die Realschule und die Sekundarschule können in Jonen besucht werden, die Bezirksschule in Bremgarten. Das nächstgelegene Gymnasium ist die Kantonsschule Wohlen.

## Persönlichkeiten
- Marc Aeschlimann (* 1995), Eishockeyspieler